# Service national des enquêtes des Forces canadiennes
Le Service national des enquêtes des Forces canadiennes ou SNEFC (en anglais : Canadian Forces National Investigation Service ou CFNIS) est l'unité de police militaire chargée des enquêtes au sein des forces armées du Canada.
La création du SNEFC remonte à 1997. Il a pour mission d'enquêter sur toutes les infractions importantes ou sensibles menées contre la propriété, les personnes ou le ministère de la Défense nationale. Il a autorité sur toutes les personnes soumises au "code de la discipline" quel que soit leur rang et leur statut dans le monde entier et partout où les forces armées canadiennes sont installées ou déployées.
Le chef du SNEFC est un lieutenant-colonel, qui rend directement compte au Grand Prévôt des Forces canadiennes.
Le SNEFC dispose de six bureaux régionaux :
- Halifax - Région Atlantique
- Valcartier - Est du Canada
- Ottawa - Centre du Canada
- Borden - Sud-ouest de l'Ontario
- Edmonton - Provinces des Prairies
- Esquimalt - Côte Ouest

Le bureau de la région central d'Ottawa a aussi la charge d'armer la section internationale, responsable des enquêtes en dehors des frontières.
Bien que ces bureaux soient stationnés sur des bases militaires, les membres du SNEFC sont indépendants de la chaîne de commandement habituelle de l'armée et ne dépendent que du Prévôt général des forces armées canadiennes.